# Pemba (otok)
Pemba je otok u Zanzibarskom otočju, u istočnoafričkoj državi Tanzaniji. Pemba je drugi otok po veličini u otočju i nalazi se 50-ak km sjeverno od najvećeg otoka u otočju, Unguje.
Veći gradovi na otoku su Chake Chake (glavni grad), Mkoani i Wete.

## Vanjske poveznice
|  | Zajednički poslužitelj ima još gradiva o temi Pemba (otok) |